# Dom Handlowy Zofii Hirszbergowej
Dom Handlowy Zofii Hirszbergowej (także dom rodziny Hirszberg) – pierwotnie modernistyczny dom towarowy znajdujący się w Łodzi przy al. Kościuszki 19, wzniesiony w 1912 r. Obecnie siedziba Miejskiej Pracowni Urbanistycznej. Obiekt został wpisany do Gminnej Ewidencji Zabytków.

## Historia
Pierwotnie na działce znajdował się skład desek. Teren posesji do 1909 r. należał do Józefa Bayera i jego rodziny. W tymże roku, po śmierci właściciela, został sprzedany Zofii Hirszberg. Hirszbergowie w latach 1911-1912 wybudowali na działce obiekt biurowo-handlowy, przypuszczalnie wg projektu Gustawa Landau-Gutentegera. Podejrzenie to wynika z faktu, iż architekt realizował inne obiekty dla rodziny Hirszbergów. W budynku na przestrzeni lat, siedziby miały różne instytucje. Po I wojnie światowej znalazła się w nim lecznica Kasy Chorych („Zakład fizykalnych sposobów leczenia i rozpoznawania”). Była to lecznica dla dzieci, w której podejmowano się nowatorskich metod leczenia. Od 1938 r. znajdował się w budynku wydział wojskowy. W 1941 r. obiekt przejęli okupanci, a w 1945 r. władze polskie. Po II wojnie światowej była w nim siedziba wydziału meldunkowego, a także Milicji Obywatelskiej. W latach 1989–2015 w budynku znajdowała się siedziba Policji. We wrześniu 2019 r. swoją siedzibę z ul. Wileńskiej 53/55 przeniosła Miejska Pracownia Urbanistyczna. Wraz z remontem budynku rozpoczęto prace nad utworzeniem Lapidarium Detalu Architektonicznego, które ma znajdować się w pasażu pomiędzy ul. Kościuszki 19, a willą Józefa Bayera.

## Architektura
Obiekt posiada cechy modernistyczne. Został wykonany z żelbetu, również przy użyciu żelbetowych stropów. Budynek cechuje konstrukcja szkieletowa, wykorzystująca układ słupowo-ryglowy. Większość elewacji pokrywają duże, prostokątne okna, z wyjątkiem czwartej kondygnacji, gdzie są one zakończone spłaszczonymi łukami. Ponadto pomiędzy oknami na najwyższym piętrze znajdują się smukłe lizeny. Budynek posiada również klasyczne detale w postaci kimationów, astragali i kampanuli. Fasada budynku została wykonana z piaskowca, natomiast elewacja od strony podwórza pokryta jest glazurowaną białą cegłą.